# Msoura
Msoura (tudi Mzoura, Mezora, Mçora, M'Zorah, M'Sora ali Mzora)ref>Encyclopédie Berbère Volume 31. Pridobljeno 28. decembra 2019.</ref> je arheološko najdišče kamnitega kroga v severnem Maroku. Je v bližini vasi Chouahed, 15 kilometrov jugovzhodno od Asilaha in je sestavljen iz 167 monolitov, ki obkrožajo tumulus, dolg 58 m, širok 54 m in visok 6 m. Eden od monolitov, znan kot El Uted (količek), meri več kot 5 m, povprečna višina monolitov pa je 1,5 m. Legenda trdi, da je to grobnica velikana Anteja. Najdišče, datirano v 4. ali 3. stoletje pred našim štetjem, verjetno namiguje na začetke kraljevine Mavretanije.

## Zgodovina
Najdišče je približno 50 km stran od Tangerja v Maroku (starodavni Tingis). Možno je, da je grobišče Mzoura isto, ki so ga domačini pokazali rimskemu generalu Kvintu Sertoriju med obiskom Kraljevine Mavretanije leta 82 pr. n. št. Po legendi, ki jo je pripovedoval grško-rimski biograf Lucij Plutarh, je Sertorij izkopal grobnico in tam našel pokopano telo velikana Anteja, sina Gaje in Urana. Antej (ali Anti v tamazightu) je poznan tudi v grški mitologiji prek 12 Heraklejevih del, saj je Heraklej ubil Anteja. Presenečeni Sertorij je opravil žrtvovanje, ponovno napolnil grobnico in se nato pridružil lokalnemu obredu čaščenja.
Ta zgodba, čeprav je apokrifna, vsaj v nekaterih svojih podrobnostih, potrjuje dvoje: prvič, da so se starodavni Severnoafričani ukvarjali s čaščenjem prednikov, saj je po vsej Severni Afriki veliko podobnih grobišč. Drugič, da je bila tam pokopana oseba pomemben plemenski vojni poglavar ali vladar.
Spomenik verjetno ni bil omenjen ali namigovan v nobenem znanem starodavnem besedilu, razen zgoraj omenjenega posrednega namiga v Plutarhovih Vzporednih življenjih. Leta 1831 je nanj opozoril britanski pustolovec Arthur de Capell Brooke, ki ga je z ilustracijo omenil v knjigi Sketches in Spain and Marocco. Leta 1846 ga je omenil francoski pisatelj in geolog Émilien Renou v svoji knjigi Description Géographique de L'Empire de Maroc. Leta 1875 je francoski geolog in biolog Gustave-Marie Bleicher dal prvi popoln opis tumula Mzoura, leta 1932 pa je frančiškanski duhovnik Henry Koehler opisal monolite okoli njega.

## Izkopavanje
Španski arheolog César Luis de Montalban je začel izkopavati najdišče leta 1935. Vendar je bilo njegovo delo prekinjeno, ko je bil aretiran med špansko državljansko vojno in svojih ugotovitev ni nikoli objavil. Pričakuje se, da bi to mesto vsebovalo pogrebne komore, tako kot tiste, ki so jih našli na grobnih gomilah v Sidi Slimane in Sidi Allal el Bahraoui v Maroku.
Miquel Tarradell je v 1950-ih izkopal tisto, kar je ostalo od mesta. V bližini je odkril še en manjši kamniti prstan s 16 monoliti. Prejšnje raziskave so pokazale, da je kamniti prstan Mzoura nekako povezan s civilizacijami, ki so zgradile Stonehenge in podobne strukture v Evropi. Vendar je to hipotezo zavrnil Tarradell, kasneje pa tudi Gabriel Camps, ki sta sklepala, da so gomilo in njen kamniti obroč kot grobišče za poglavarja ali kralja Mauri zgradili domačini z uporabo lokalnega znanja.
Glede na datacijo amfor, najdenih v gomili, so najdišče datirali približno v 4. ali 3. stoletje pr. n. št. Camps in drugi sklepajo, da so Mzoura kromleh in podobni spomeniki ostanki procesa nastanka močne konfederacije ali kraljestva severozahodno od Maroka.

## Trenutno stanje
Neuspešno izkopavanje, ki ga je izvedel De Montalban, je poškodovalo mesto in pustilo X-brazgotino na površini, ki je vidna vse do danes.